# Chikhli
Chikhli là một thành phố và là nơi đặt hội đồng đô thị (municipal council) của quận Buldana thuộc bang Maharashtra, Ấn Độ.

## Địa lý
Chikhli có vị trí 20°02′B 75°47′Đ / 20,03°B 75,78°Đ Nó có độ cao trung bình là 606 mét (1988 feet).

## Nhân khẩu
Theo điều tra dân số năm 2001 của Ấn Độ, Chikhli có dân số 48.414 người. Phái nam chiếm 52% tổng số dân và phái nữ chiếm 48%. Chikhli có tỷ lệ 74% biết đọc biết viết, cao hơn tỷ lệ trung bình toàn quốc là 59,5%: tỷ lệ cho phái nam là 81%, và tỷ lệ cho phái nữ là 67%. Tại Chikhli, 13% dân số nhỏ hơn 6 tuổi.